# Olšoveček
Olšoveček je přírodní památka poblíž obce Velká Bíteš v okrese Žďár nad Sázavou v nadmořské výšce 492–518 metrů. Oblast spravuje Krajský úřad Kraje Vysočina. Důvodem ochrany jsou vodní a mokřadní biotopy s výskytem zvláště chráněných druhů organizmů.